# Свети Владимир (Киев)
Вижте пояснителната страница за други значения на Свети Владимир.
„Свети Владимир“ (на украински: Собор св. Володимира) е православна църква в град Киев, Украйна, под управлението на Православната църква на Украйна. До създаването на Православната църква на Украйна в 2019 година храмът е патриаршеска катедрала на Украинската православна църква (Киевска патриаршия).
Сградата се намира в средата на Ботаническия площад в центъра на Киев. Построена е през 1859-1882 година в чест на 900-годишния юбилей от покръстването на Киевска Рус и носи името на светия княз Владимир I. Проектът в неовизантийски стил е на архитекта Александър Берети.